# Pampagrande
Pampagrande es una localidad y municipio de Bolivia ubicado en la provincia de Florida en el departamento de Santa Cruz. El municipio tiene una superficie de 1.116,65 km² y cuenta con una población estimada de 10 500 habitantes (Proyección demográfica para el año 2019, INE). Se encuentra a 173 km de la ciudad de Santa Cruz de la Sierra y en el municipio se encuentra una parte del Parque Nacional Amboró.

## Demografía
De acuerdo con el censo boliviano de 2024, la población del municipio de Pampagrande es de 9 650 habitantes.
La población del municipio aumentó aproximadamente dos tercios entre 1992 y 2024:
| Año  | Habitantes (municipio) | Fuente |
| ---- | ---------------------- | ------ |
| 1992 | 5 761                  | Censo  |
| 2001 | 7 933                  | Censo  |
| 2012 | 9 198                  | Censo  |
| 2024 | 9 650                  | Censo  |

## Interés turístico
En Pampagrande se encuentra:

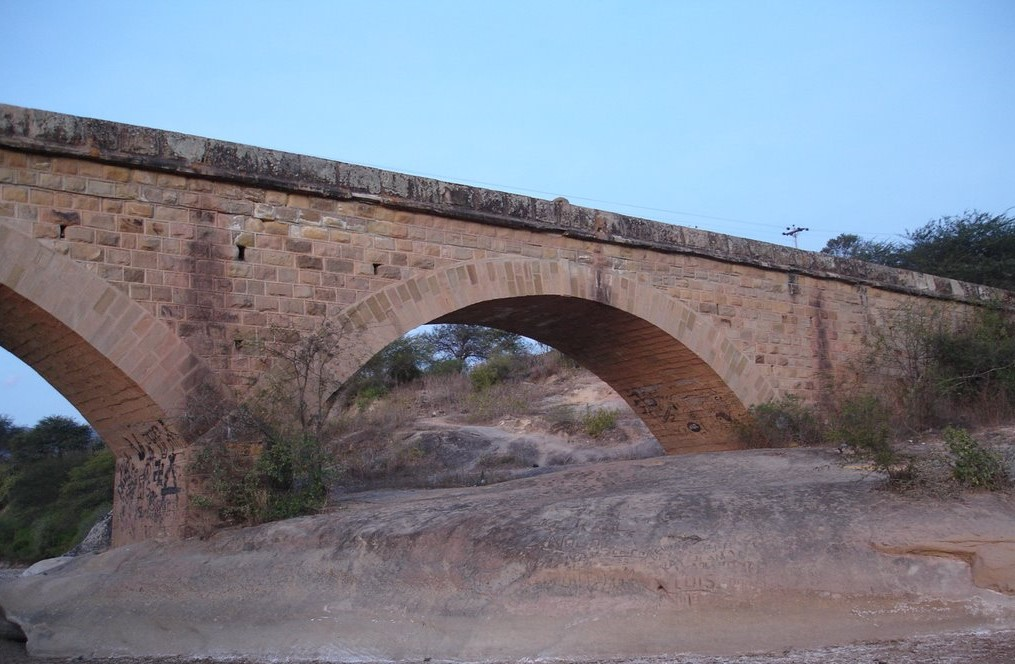
Puente de Pampagrande.

- El Puente (con una altitud de casi 9 m y una extensión de casi 300 m).
- La plaza principal (casi al centro del pueblo, con gran variedad de árboles y aves).
- La roca de la Revolución Pamapagrandeña (1981), que dice así:  "El Pueblo Unido Lo Hizo Posible".
- La Feria de la sandía (donde llegan muchos turistas a degustar de las más ricas sandías de todo el país).

## Economía

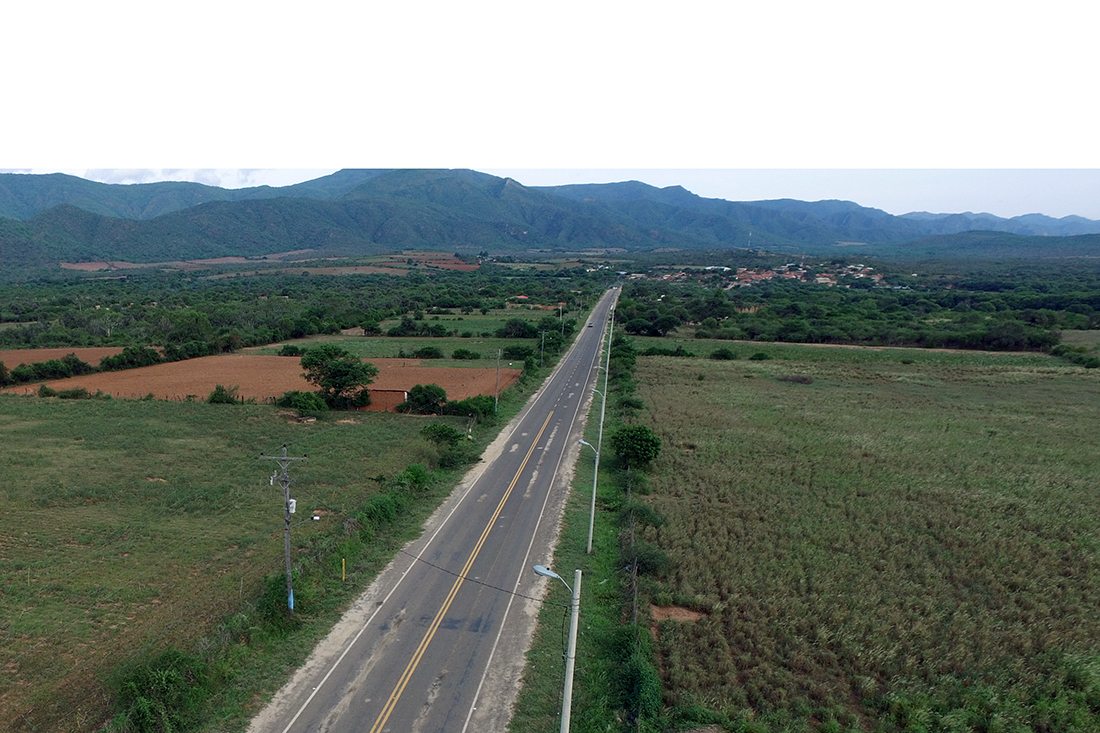
Entrada a Pampagrande

Pampagrande es un pueblo ubicado a una altitud de 1300 m s. n. m. con una temperatura media de 18 °C que cuenta con una población dedicada a la agricultura y ganadería, además de tener suelos muy productivos. El cultivo de la sandía sobresale en la zona, además de maíz, papa, fréjol, y hortalizas en general. Tiene una precipitación pluvial media de 600 mm por año, clima muy agradable, con algunas heladas en la época invernal, pero que no son muy drásticas.
Es un municipio con mucho potencial frutícola al que aún su gente de manera muy precaria está dando importancia. El cultivo de la uva, frutilla, durazno, cítricos, entre otros, tienen alto potencial, que se convertirían en una alternativa a los productores.

## Transporte
Pampagrande se ubica a una distancia de 176 kilómetros por carretera al suroeste de Santa Cruz de la Sierra, la capital departamental.
La Ruta 7, de 488 kilómetros de longitud, atraviesa Pampagrande y conecta las ciudades de Santa Cruz de la Sierra y Cochabamba. La Ruta 7 asfaltada va desde Santa Cruz por La Guardia y La Angostura hasta llegar a Samaipata y luego por Mairana y Los Negros, para luego llegar a Pampagrande. Hacia el oeste el camino continúa por Mataral, Comarapa y Epizana hasta Sacaba y luego Cochabamba.